# La Bastide-Clairence
Bastide-Clairence – miejscowość i gmina we Francji, w regionie Nowa Akwitania, w departamencie Pireneje Atlantyckie.
Według danych na rok 1990 gminę zamieszkiwały 852 osoby, a gęstość zaludnienia wynosiła 36 osób/km² (wśród 2290 gmin Akwitanii Bastide-Clairence plasuje się na 493. miejscu pod względem liczby ludności, natomiast pod względem powierzchni na miejscu 412.).